# Ibrahim Afellay
Ibrahim Afellay (Utrecht, Países Bajos, 2 de abril de 1986) es un exfutbolista neerlandés de origen marroquí que jugaba en la posición de centrocampista.

## Trayectoria

### PSV Eindhoven
Inició su carrera deportiva en el USV Elinwijk, antes de que el 17 de febrero de 2004 debutase en el profesionalismo con el PSV Eindhoven, en un partido de la Copa de los Países Bajos ante el NAC Breda. Diez días después debutó en la Eredivisie ante el FC Twente. En la campaña 2003-04 apenas jugó tres partidos. En la 2004-05 jugó en siete encuentros.

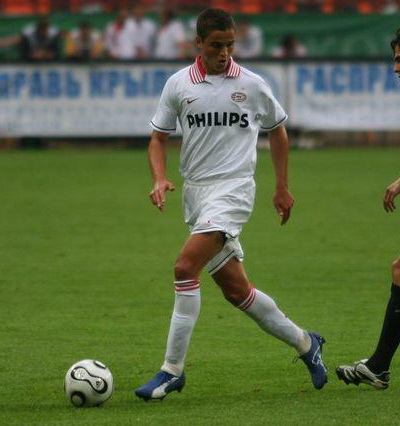
Afellay jugando para el PSV.

El 15 de mayo de 2005 jugó ante el Feyenoord, y dejó una buena impresión, anotando dos goles. Después se fue afianzando en el once inicial desde la temporada 2005-06, con las salidas de Johann Vogel y Mark van Bommel. Desde ese instante fue uno de los puntales del equipo en la obtención de tres ligas (2006, 2007 y 2008), y en la consecución de buenos resultados en la Liga de Campeones. El 24 de octubre de 2010 participó con su equipo, el PSV Eindhoven, en la histórica victoria ante el Feyenoord Rotterdam por 10:0, marcando el segundo gol de su equipo.

### F. C. Barcelona
El 16 de noviembre de 2010, el Fútbol Club Barcelona anunció un acuerdo con el PSV Eindhoven para el traspaso del jugador. Finalmente, el 24 de diciembre, firmó su contrato como nuevo jugador del Barcelona por cuatro temporadas y media.
El 2 de febrero de 2011, Afellay marcó su primer gol con la camiseta del Barça, en el partido de vuelta de las semifinales de la Copa del Rey, contra el UD Almería, partido que terminaría 3 a 0 a favor del conjunto catalán. El 27 de abril de 2011 entraba de recambio en el partido de ida de la semifinal de la Liga de Campeones 2010-11 ante el Real Madrid CF y fue decisivo debido a que asistió en el primer gol a su compañero Lionel Messi para luego ganar ese partido por 0-2.
El 21 de mayo de 2011, Afellay anota su segundo gol con la elástica blaugrana, en la última jornada de la liga, contra el Málaga C.F., anotando el segundo tanto del partido acabaría 3-1, gracias a otros goles de Bojan Krkić y Marc Bartra.
El 28 de mayo de 2011, se proclama campeón de Europa al ganarle al Manchester United en la final de la UEFA Champions League por 3-1, con goles de Pedro, Messi y Villa, descontando Wayne Rooney para los "Red Devils". El 3 de octubre de 2011, fue operado de una grave lesión en la rodilla derecha, reconstrucción del ligamento cruzado anterior, producida en un entrenamiento. Anteriormente había sufrido lesiones musculares de menos relevancia.

### F. C. Schalke 04
El 31 de agosto de 2012, el club catalán confirmó que Afellay había de ser cedido al Schalke 04. En la escuadra alemana no tuvo grandes apariciones e incluso sin tener mucha regularidad, siendo su mejor partido en Liga de Campeones ante el Arsenal F. C. a quienes les convirtió el 2-0. A pesar de las mejorías en su nivel de juego a Ibrahim no lo dejaron de lado las lesiones, lo que lo llevó a pensar incluso en su retiro.

### Regreso al F. C. Barcelona
Finalmente volvió con los azulgranas tras el año de cesión. El 26 de enero de 2014 volvió a jugar un partido ante el Málaga tras sustituir a su compañero Alexis Sánchez tras un año y dos meses fuera de los terrenos de juego debido a sus constantes lesiones musculares.

### Olympiacos FC
El 10 de agosto de 2014, el F. C. Barcelona anunció un acuerdo con el Olympiacos F. C. para la cesión del mediapunta neerlandés, de esta manera cumplía su último año de contrato con la entidad azulgrana en el club griego.

### Stoke City F. C.
El 17 de  julio de 2015 fichó por el conjunto de los potters tras acabar su contrato con el F. C. Barcelona. Ibrahim fichó por el Stoke City inglés tras negociar con varios clubes como el Tottenham, el PSV o el Sporting de Lisboa entre otros. Siguió teniendo problemas con las lesiones y en enero de 2019 abandonó el club tras más de un año sin jugar.

### Vuelta al PSV y retirada
El 18 de junio de 2019 el PSV Eindhoven hizo oficial su vuelta tras firmar un contrato por un año. El 27 de mayo de 2020 el conjunto neerlandés comunicó que no continuaría en el equipo la siguiente temporada.
Tras varios meses sin equipo, el 1 de febrero de 2021 anunció su retirada.

## Selección nacional
Ibi, como es apodado, fue internacional con la selección de fútbol de los Países Bajos en 53 ocasiones, donde anotó 7 goles. Debutó el 28 de marzo de 2007 en un encuentro clasificatorio para la Eurocopa 2008. En el campeonato europeo jugó ante Italia (partido que se saldó con triunfo orange por 3-0); y ante Rusia, que los eliminaría en cuartos de final.
Fue seleccionado para disputar el Mundial de Sudáfrica 2010 en el cual se proclamó subcampeón del Mundo tras la derrota de su selección ante España por 0-1. En esta competición jugó 3 partidos, todos ellos saliendo desde el banquillo. El 12 de octubre de 2010, anotó 2 goles y asistió uno, en el partido de clasificación para la Eurocopa 2012, ante Suecia.

### Participaciones en Copas del Mundo
| Mundial                                | Sede         | Resultado        | Partidos | Goles |
| -------------------------------------- | ------------ | ---------------- | -------- | ----- |
| Copa Mundial de Fútbol Juvenil de 2005 | Países Bajos | Cuartos de final | 2        | 1     |
| Copa Mundial de Fútbol de 2010         | Sudáfrica    | Subcampeón       | 3        | 0     |

### Participaciones en Eurocopas
| Eurocopa      | Sede              | Resultado        |
| ------------- | ----------------- | ---------------- |
| Eurocopa 2008 | Austria y Suiza   | Cuartos de final |
| Eurocopa 2012 | Polonia y Ucrania | Fase de grupos   |

### Goles internacionales
| # | Fecha                 | Lugar                          | Rival             | Gol | Resultado | Competición                 |
| - | --------------------- | ------------------------------ | ----------------- | --- | --------- | --------------------------- |
| 1 | 12 de octubre de 2010 | Amsterdam Arena, Países Bajos  | Suecia            | 2-0 | 4-1       | Clasificación Eurocopa 2012 |
| 2 | 12 de octubre de 2010 | Amsterdam Arena, Países Bajos  | Suecia            | 4-0 | 4-1       | Clasificación Eurocopa 2012 |
| 3 | 25 de marzo de 2011   | Estadio Ferenc Puskás, Hungría | Hungría           | 0-2 | 0-4       | Clasificación Eurocopa 2012 |
| 4 | 2 de junio de 2012    | Amsterdam Arena, Países Bajos  | Irlanda del Norte | 4-0 | 6-0       | Amistoso                    |
| 5 | 2 de junio de 2012    | Amsterdam Arena, Países Bajos  | Irlanda del Norte | 5-0 | 6-0       | Amistoso                    |
| 6 | 10 de octubre de 2014 | Amsterdam Arena, Países Bajos  | Kazajistán        | 2-1 | 3-1       | Clasificación Eurocopa 2016 |
| 7 | 25 de marzo de 2016   | Amsterdam Arena, Países Bajos  | Francia           | 2-2 | 2-3       | Amistoso                    |

## Estadísticas
| Club                         | Temporada           | Liga  | Liga  | Copa  | Copa  | Europa | Europa | Otros | Otros | Total | Total |
| Club                         | Temporada           | Part. | Goles | Part. | Goles | Part.  | Goles  | Part. | Goles | Part. | Goles |
| ---------------------------- | ------------------- | ----- | ----- | ----- | ----- | ------ | ------ | ----- | ----- | ----- | ----- |
| PSV Eindhoven · Países Bajos | 2003-04             | 2     | 0     | 1     | 0     | —      | —      | —     | —     | 3     | 0     |
| PSV Eindhoven · Países Bajos | 2004-05             | 7     | 2     | 2     | 0     | —      | —      | —     | —     | 9     | 2     |
| PSV Eindhoven · Países Bajos | 2005-06             | 23    | 2     | 2     | 0     | 8      | 0      | 1     | 0     | 34    | 2     |
| PSV Eindhoven · Países Bajos | 2006-07             | 27    | 6     | 2     | 0     | 5      | 0      | —     | —     | 34    | 6     |
| PSV Eindhoven · Países Bajos | 2007-08             | 24    | 2     | 0     | 0     | 8      | 0      | 1     | 0     | 33    | 2     |
| PSV Eindhoven · Países Bajos | 2008-09             | 28    | 13    | 1     | 0     | 4      | 0      | 1     | 0     | 34    | 13    |
| PSV Eindhoven · Países Bajos | 2009-10             | 29    | 4     | 4     | 1     | 11     | 1      | —     | —     | 44    | 6     |
| PSV Eindhoven · Países Bajos | 2010-11             | 19    | 6     | 1     | 0     | 6      | 1      | —     | —     | 26    | 7     |
| F. C. Barcelona · España     | 2010-11             | 16    | 1     | 6     | 1     | 6      | 0      | 0     | 0     | 28    | 2     |
| F. C. Barcelona · España     | 2011-12             | 4     | 0     | —     | —     | 1      | 0      | 0     | 0     | 5     | 0     |
| F. C. Schalke 04 · Alemania  | 2012-13             | 10    | 2     | 1     | 1     | 4      | 1      | —     | —     | 15    | 4     |
| F. C. Schalke 04 · Alemania  | Total               | 10    | 2     | 1     | 1     | 4      | 1      | —     | —     | 15    | 4     |
| F. C. Barcelona España       | 2013-14             | 1     | 0     | 1     | 0     | —      | —      | —     | —     | 2     | 0     |
| F. C. Barcelona España       | Total               | 21    | 1     | 7     | 1     | 7      | 0      | 0     | 0     | 35    | 2     |
| Olympiacos F. C. · Grecia    | 2014-15             | 19    | 4     | 2     | 0     | 8      | 2      | —     | —     | 29    | 6     |
| Olympiacos F. C. · Grecia    | Total               | 19    | 4     | 2     | 0     | 8      | 2      | —     | —     | 29    | 6     |
| Stoke City F. C. Inglaterra  | 2015-16             | 31    | 2     | 5     | 1     | —      | —      | —     | —     | 36    | 3     |
| Stoke City F. C. Inglaterra  | 2016-17             | 12    | 0     | 1     | 0     | —      | —      | —     | —     | 13    | 0     |
| Stoke City F. C. Inglaterra  | 2017-18             | 6     | 0     | 0     | 0     | —      | —      | —     | —     | 6     | 0     |
| Stoke City F. C. Inglaterra  | Total               | 49    | 2     | 6     | 1     | —      | —      | —     | —     | 55    | 3     |
| PSV Eindhoven Países Bajos   | 2019-20             | 3     | 0     | 1     | 0     | 0      | 0      | —     | —     | 4     | 0     |
| PSV Eindhoven Países Bajos   | Total               | 162   | 35    | 14    | 1     | 42     | 2      | 3     | 0     | 221   | 38    |
| Total en su carrera          | Total en su carrera | 261   | 44    | 30    | 4     | 61     | 5      | 3     | 0     | 355   | 53    |

## Palmarés

### Títulos nacionales
| Título                        | Club             | País         | Año  |
| ----------------------------- | ---------------- | ------------ | ---- |
| Eredivisie                    | PSV Eindhoven    | Países Bajos | 2005 |
| Copa de los Países Bajos      | PSV Eindhoven    | Países Bajos | 2005 |
| Eredivisie                    | PSV Eindhoven    | Países Bajos | 2006 |
| Eredivisie                    | PSV Eindhoven    | Países Bajos | 2007 |
| Eredivisie                    | PSV Eindhoven    | Países Bajos | 2008 |
| Supercopa de los Países Bajos | PSV Eindhoven    | Países Bajos | 2008 |
| Liga Española                 | F. C. Barcelona  | España       | 2011 |
| Supercopa de España           | F. C. Barcelona  | España       | 2011 |
| Copa del Rey                  | F. C. Barcelona  | España       | 2012 |
| Supercopa de España           | F. C. Barcelona  | España       | 2013 |
| Superliga de Grecia           | Olympiacos F. C. | Grecia       | 2015 |
| Copa de Grecia                | Olympiacos F. C. | Grecia       | 2015 |

### Títulos internacionales
| Título                       | Club            | Sede    | Año  |
| ---------------------------- | --------------- | ------- | ---- |
| Liga de Campeones de la UEFA | F. C. Barcelona | Londres | 2011 |
| Supercopa de Europa          | F. C. Barcelona | Mónaco  | 2011 |
| Mundial de Clubes            | F. C. Barcelona | Japón   | 2011 |

### Distinciones individuales
| Distinción                          | Año  |
| ----------------------------------- | ---- |
| Talento del año en los Países Bajos | 2007 |